# Zlatan Azinović
Zlatan Azinović (* 31. Januar 1988 in Kalmar) ist ein ehemaliger schwedischer Fußballspieler. Der Torwart debütierte 2008 in der Allsvenskan.

## Werdegang
Azinović wechselte von seinem Heimatverein Persnäs AIF in die Jugendabteilung von Kalmar FF. Hier rückte er 2005 als Nachwuchsspieler in den Kader der Profimannschaft auf, wo er insbesondere hinter Petter Wastå Ersatztorhüter war. In der Spielzeit 2008 debütierte er beim 3:0-Erfolg über GIF Sundsvall durch Tore von Rasmus Elm, Viktor Elm und Abiola Dauda in der höchsten Spielklasse. Dies blieb sein einziger Ligaeinsatz in der Meistersaison, erst 2010 kam er zu einem weiteren Spieleinsatz. Im Verlaufe des Jahres rückte er hinter Wastå und Etrit Berisha sogar ins dritte Glied, daraufhin verlieh in der Verein ab Sommer 2011 an den Ligakonkurrenten Trelleborgs FF. Im Zweikampf mit Viktor Noring zog er den Kürzeren, bis zum Saisonende spielte er drei Mal für den neuen Verein. Nachdem Noring Anfang 2012 vom Absteiger in Richtung Malmö FF weitergezogen war, verpflichtete Trelleborgs FF ihn als Nachfolger. In der Superettan war er auf Anhieb Stammkraft. Im Sommer kehrte jedoch Noring, der bei Malmö FF ohne Spieleinsatz geblieben war, wieder zurück. Daraufhin wechselte er seinerseits bis zum Saisonende zu Malmö FF. Nachdem auch er hier hinter Johan Dahlin nur Ersatzmann blieb, verzichtete der Verein auf eine Vertragsverlängerung.
Zum 1. Januar 2013 schloss sich Azinović erneut Kalmar FF an, bei dem er einen Ein-Jahres-Vertrag unterzeichnete. Hier war er hinter Berisha Ersatzmann, verblieb aber auch nach dessen Wechsel zu Lazio Rom hinter Lars Cramer auf der Ersatzbank und kam zu keinem Spieleinsatz in der Meisterschaft. Nach Ablaufen seines Vertrages wechselte er Anfang 2014 ablösefrei erneut zu Malmö FF, wo er einen Zwei-Jahres-Vertrag unterzeichnete. Beim amtierenden schwedischen Meister war er hinter Robin Olsen Ersatztorhüter, bei der erfolgreichen Titelverteidigung in der Spielzeit 2014 kam er aufgrund von kleineren Verletzungen seines Konkurrenten zu zwei Spieleinsätzen. Auch in der anschließenden Spielzeit stand er zunächst im Schatten des Konkurrenten, nach dessen Wechsel im Sommer 2015 zu PAOK Thessaloniki stand er in drei Partien in der Allsvenskan sowie in den Spielen gegen FK Žalgiris in der  2. Qualifikationsrunde zur UEFA Champions League 2015/16 auf dem Spielfeld. Dort zog er sich eine Knieverletzung zu, die dem eingewechselten Nachwuchstorhüter Marko Johansson zu seinem Profidebüt verhalf. Wenige Tage später verpflichtete der Klub mit Johan Wiland einen Ersatzmann als neue „Nummer 1“, mit dem der Verein in die Gruppenphase der Champions League einzog.
Im März 2016 wechselte Azinović auf Leihbasis zum Zweitligisten Ängelholms FF, wo er bis zum Saisonende genesen und Spielpraxis sammeln sollte. Der zugezogene Schaden am Knie erwies sich jedoch als zu schwerwiegend, so dass er im Sommer des Jahres seine aktive Laufbahn beendete und sich einer Aufgabe in der Nachwuchsakademie von Malmö FF annahm.